# Parafia Narodzenia Najświętszej Maryi Panny w Ostrym Bardzie
Parafia Narodzenia Najświętszej Maryi Panny w Ostrym Bardzie – greckokatolicka parafia w Ostrym Bardzie, w dekanacie olsztyńskim.
Powstanie parafii miało związek z przesiedleniem, w ramach Akcji „Wisła” około 200 rodzin ukraińskich do gminy Sępopol. Pierwsze liturgie w obrządku bizantyjsko-ukraińskim były odprawiane od 1957, oficjalnie w stałej placówce duszpasterskiej na mocy dekretu prymasa Stefana Wyszyńskiego z 17 października 1958. Pierwszym proboszczem został ks. Bazyli Oszczypko. Nabożeństwa miały miejsce w szesnastowiecznym kościele wynajmowanym od parafii katolickiej, zaś 12 listopada 1991 przekazanym grekokatolikom na własność.
W święto Zesłania Ducha Świętego parafia organizuje w Ostrym Bardzie ukraińską imprezę religijno-kulturalną „Wiejski Piec”.